# 薩爾瓦多·戈多
薩爾瓦多·戈多（英語：Salvador Gordo，2003年7月1日—）是安哥拉游泳運動員。他代表安哥拉參加2020年夏季奧林匹克運動會男子100公尺蝶式項目。他在預賽以55.96排名第54名。